# Of Orcs and Men
Of Orcs and Men – fabularna gra akcji stworzona przez studio Cyanide. Została wydana 11 października 2012 roku przez Focus Home Interactive na platformy Microsoft Windows, Xbox 360 i PlayStation 3. Fabuła opisuje wydarzenia toczące się w fikcyjnym świecie fantasy gdzie imperium ludzi walczy z orkami i goblinami.

## Rozgrywka
Of Orcs and Men jest fabularną grą akcji w której gracz steruje dwójką kompanów. Są to ork o imieniu Arkail i towarzyszący mu goblin Styx. Podczas gdy postać porusza jednym bohaterem, drugi jest sterowany przez sztuczną inteligencję. W trakcie walki możliwe jest włączenie aktywnej pauzy, podczas której gracz wydaje rozkazy bohaterom. Po zabiciu odpowiedniej ilości przeciwników postacie awansują na wyższe poziomy, które pozwalają na wybór nowych umiejętności.

## Odbiór
Gra zyskała zróżnicowane noty od recenzentów zyskując średnią ocen 69/100 na serwisie Metacritic. Nathan Meunier z GameSpotu pochwalił wygląd otoczenia i projekt postaci. Ponadto był zadowolony z interakcji między dwójką głównych bohaterów. Krytycznie odniósł się do liniowości poziomów i błędów technicznych. Redaktor serwisu Gry-Online określił dialogi jako mocne i pasujące do świata gry. Negatywnie wyraził się o małej ilości zadań pobocznych i przeciętnej fabule.